# Turm in Kreut

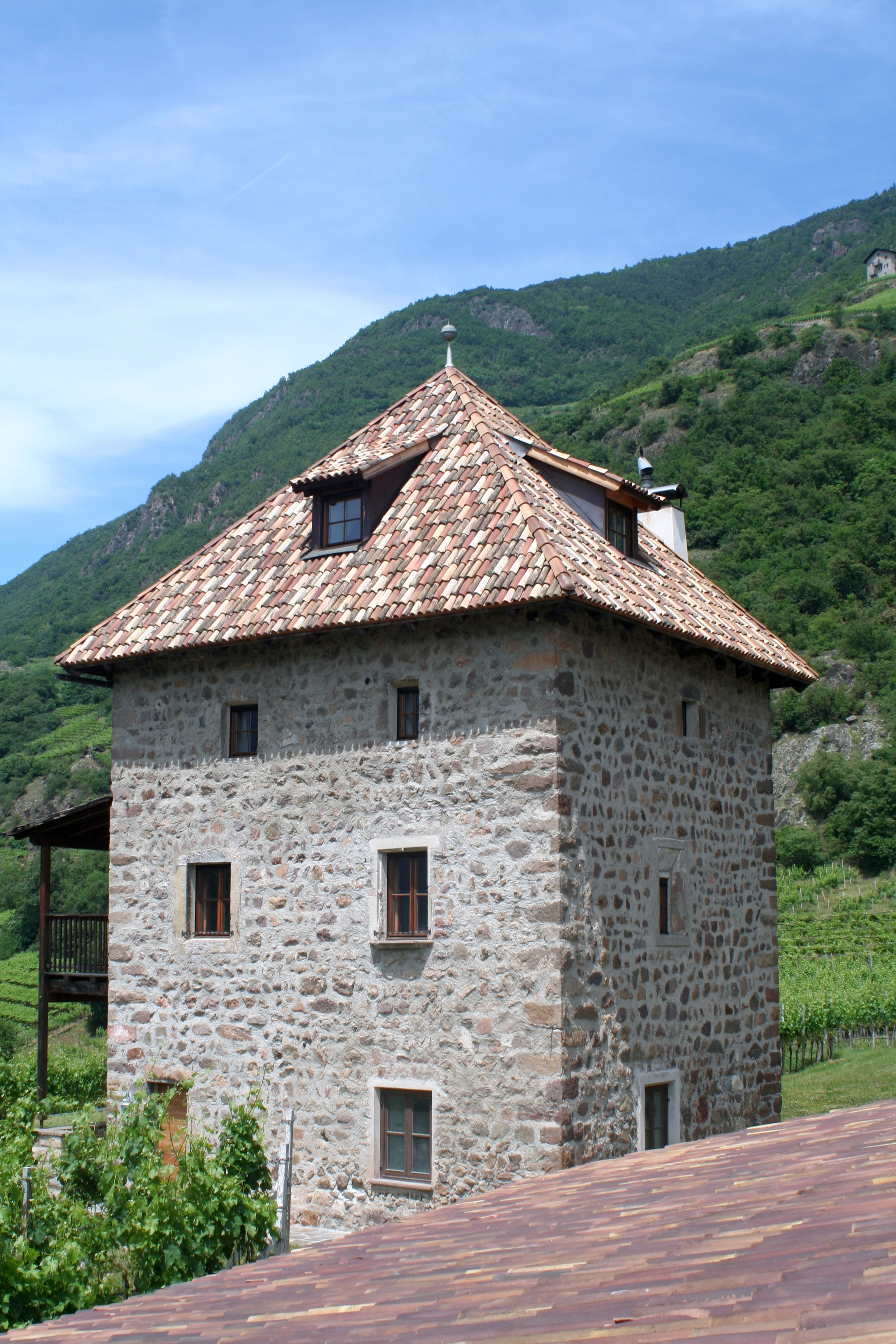
Turm in Kreut, Terlan

Der Turm in Kreut (auch Kreith) in der Südtiroler Gemeinde Terlan, Ortsteil Kreuth (Oberkreuth), war im 13. Jahrhundert der Stammsitz der Herren von Gereut. Christian zu Geräut war langjähriger Richter des Gerichtes Neuhaus. 1315 erscheint der Wohnturm als Ausstellungsort einer Urkunde (in Gereut) zugunsten der Marienpfarrkirche Bozen. Der steinsichtige Turm wurde um 1580 stark umgebaut.